# (202674) 2006 LT5
(202674) 2006 LT5 es un asteroide perteneciente al cinturón de asteroides, descubierto el 5 de junio de 2006 por el equipo del Lincoln Near-Earth Asteroid Research desde el Laboratorio Lincoln, Socorro, Nuevo México.

## Designación y nombre
Designado provisionalmente como 2006 LT5.

## Características orbitales
2006 LT5 está situado a una distancia media del Sol de 2,634 ua, pudiendo alejarse hasta 3,244 ua y acercarse hasta 2,023 ua. Su excentricidad es 0,232 y la inclinación orbital 2,658 grados. Emplea 1561,00 días en completar una órbita alrededor del Sol.
Los próximos acercamientos a la órbita de Júpiter ocurrirán el 27 de agosto de 2059, el 28 de abril de 2106 y el 14 de diciembre de 2119.

## Características físicas
La magnitud absoluta de 2006 LT5 es 16,54. Tiene 2,961 km de diámetro y su albedo se estima en 0,072.